# 혜원아, 사랑해
"혜원아, 사랑해"는 2012년에 개봉한 대한민국의 영화이다.

## 캐스팅
- 정재연 : 혜원 역
- 현재성 : 민혁 역
- 이현욱 : 진우 역
- 이연주 : 세원 역
- 장두이 : 형섭 역
- 김형자 : 혜원모 역
- 안진수 : 의사 역
- 주호성 : 황실장 역
- 김명국 : 국회의원 역
- 김영식 : 트럭운전사 역
- 이경운 : 중년남자 역
- 한덕호 : 구조대원1/산장사내1 역
- 송귀인 : 구조대원2/산장사내2 역
- 윤형민 : 산장사내3 역
- 최준원 : 경찰 역
- 성훈 : 파출소남자 역
- 김성균 : 혜원이모 역
- 유달산 : 관리인 역
- 박하니 : 차사고여인 역